# 進物番
進物番（しんもつばん）は、江戸幕府の役職のひとつ。若年寄支配、持高勤（役料なし）。表御殿に将軍が出座する儀礼の席において、大名・旗本からの儀礼的な献上品（進物）の周旋を行い、決められた場所に配置することを職務とする。『寛政重修諸家譜』では単に「進物の事」、「進物の役」と書かれている。
寛永9年（1632年）、小姓であった島田直次と両番（書院番・小姓組）の中から選抜された30人が進物番とされ、両番の番士としての宿直を免除して殿中への伺候を命じたことに始まる。当初の選抜以来、この職は両番から在職のまま任命される出役として扱われており、進物番はもともと所属していた両番の組に籍を残していた。
布衣（六位相当）未満の役職であるが、正月などの重要な儀式では、本来諸大夫（武家官位の従五位下に叙せられた者）の礼服である大紋を着用することを許されたので、「御雇諸大夫」、「仮諸大夫」と言った。このとき着用する大紋長袴は自弁ではなく、儀式の際に殿中の御納戸から貸し出された。
儀式においては奏者番の指揮を受け、進物の周旋配置の手筈については目付の指示を受けた。
決められた作法を行うために相当の練習が必要であり、また公衆の面前に出るため容貌や態度が重要であるので、両番から選りすぐって任命されており、この職を命じられることは名誉とされた。両番からキャリアを開始する上級の旗本にとっては出世の重要な階梯であり、この職から徒頭、小十人頭、中奥小姓等の布衣役・諸大夫役に進むことができた。
進物番を経験した著名な旗本には長谷川宣以（先手弓頭・火付盗賊改役）、永井尚志（若年寄）、小栗忠順（勘定奉行）、滝川具挙（大目付）などがいる。